# La mia vita come un'avventura
(dall'introduzione dell'autore)
La mia vita come un'avventura è una raccolta di racconti autobiografici di Robert Baden-Powell, generale dell'esercito britannico noto per essere stato il fondatore dello scautismo, compilata da Mario Sica. La maggior parte del materiale proviene da Lessons from the Varsity of Life.

## Storia
Baden-Powell non volle mai scrivere una propria autobiografia. Tuttavia, nel 1933, si decise a scrivere un libro che raccontava delle "lezioni" che aveva appreso, come disse lui, dall'università della vita. Tale libro non copriva tutta la sua vita, e non ripeteva materiale pubblicato in altri libri da lui scritti.
Fu tradotto in italiano per la prima volta intorno al 1949, col titolo Alla scuola della vita. 
Nel 1982 Mario Sica integrò il materiale di Alla scuola della vita con racconti tratti da circa 30 altre opere di Baden-Powell, e da numerosi articoli di riviste e periodici. Il risultato, nelle parole di Mario Sica, è un libro che «è tutto scritto da B.-P., anche se egli non l'ha mai concepito in questa forma». Circa due terzi del materiale vengono infatti da queste altre opere.

## Edizioni
- Robert Baden-Powell, La mia vita come un'avventura, traduzione di Mario Sica, II ed., collana I libri di Baden-Powell, Nuova Fiordaliso, 2003,  pp. 528, cap. 17, ISBN 88-8054-749-6.